# Wikivoyage
Wikivoyage /ˌvɪkivwaˈjaːʒ/ è una guida turistica mondiale gratuita online statunitense, scritta da volontari e sostenuta da Wikimedia Foundation; intende essere una risorsa affidabile e dal contenuto libero, aggiornata da utenti volontari ("wikivoyager") provenienti da diverse parti del mondo. Il suo nome è l'unione delle parole wiki ("rapido" in hawaiano) e voyage ("viaggio" in francese e inglese).

## Storia
Il progetto Wikivoyage è nato nel 2006 come fork di un analogo progetto precedente chiamato Wikitravel, lanciato nel 2003. In disaccordo con la vendita del sito Wikitravel a un'azienda commerciale - la Internet Brands attiva nel settore dell'e-commerce - nel settembre 2006 gli utenti di lingua tedesca e poi italiana di Wikitravel decisero di migrare i contenuti, fondando l'associazione tedesca Wikivoyage e.V. e mettendo online il sito Wikivoyage dal 10 dicembre 2006. La versione italiana venne inaugurata esattamente un anno dopo, cioè il 10 dicembre 2007.
L'associazione Wikivoyage e.V., con sede a Halle sul Saale in Germania, fu fondata per garantire un'impostazione non profit del progetto.
Nel 2012 nacque tra gli utenti di Wikitravel la proposta di spostare tutti i loro contenuti e la loro attività di editing, riunendo il tutto con Wikivoyage in un nuovo progetto ospitato dalla Wikimedia Foundation. Alla base della proposta c'era l'insoddisfazione degli utenti causata da un servizio di hosting giudicato non all'altezza, la mancanza di aggiornamenti e supporto tecnico, l'eccessiva presenza di pubblicità e l'interferenza da parte di Internet Brands nelle attività della community. La quasi totalità degli  amministratori e dei burocrati di Wikitravel decisero di spostarsi su Wikivoyage.
La società Internet Brands si oppose fermamente alla migrazione accusando Wikimedia di violare un marchio registrato e di effettuare concorrenza sleale, minacciando azioni legali nei confronti dei singoli e di Wikimedia. La migrazione dei contenuti tuttavia è un'operazione permessa dalla licenza Creative Commons usata da Wikitravel, quindi nell'agosto 2012 i contenuti furono scaricati in un database dump che costituì la base per l'unione con Wikivoyage.
Dal 2012 Wikivoyage fa parte della rosa dei progetti ospitati e sostenuti dalla Wikimedia Foundation.

## Caratteristiche
Come Wikipedia, anche Wikivoyage utilizza il software libero MediaWiki che permette agli utenti di modificare i contenuti del sito, ampliando, correggendo e aggiornando quanto scritto in precedenza da altri; le modifiche ai testi possono essere svolte sia dagli utenti registrati sia dagli utenti anonimi.

## Licenza di distribuzione
Wikivoyage distribuisce i propri contenuti con la licenza libera Creative Commons Attribution-ShareAlike (CC BY-SA). Ciò rende i suoi contenuti utilizzabili da chiunque a qualsiasi scopo (commerciale e non commerciale) nel rispetto dei termini della licenza, nonché interscambiabili con altri progetti Wikimedia come Wikipedia.
Può essere letto e navigato anche offline mediante l'applicazione gratuita Kiwix, basata su software wiki a sorgente aperto e non proprietario.

## Logo
Il primissimo logo di Wikivoyage (costituito da una semplice scritta Wiki Voyage con un segno di spunta rosso a sostituire la "V") fu creato nel dicembre 2006 dagli utenti tedeschi Hansm e Unger.
Con l'ingresso di Wikivoyage nella rosa dei progetti dalla Wikimedia Foundation, fu deciso di modificare il logo. Nell'ottobre 2012 venne lanciato un concorso di idee; tra le 41 proposte, venne scelta la proposta di un globo avvolto da due frecce che lo percorrono una in senso orario e una in senso antiorario. Queste due frecce e le due fasce in corrispondenza dei due poli del globo riportano i colori del logo di Wikimedia Meta-Wiki. Una seconda fase, durante la quale era possibile suggerire modifiche al logo vincitore, si concluse l'8 dicembre 2012, mantenendo il logo immutato.
Successivamente venne scelto, tra tante proposte, il font della scritta che sarebbe comparsa alla base del logo (il cosiddetto wordmark): fu adottato il font Lenka (nome che deriva dal nickname della sua ideatrice, Lenka).
Il vecchio logo rimase comunque in uso fino all'8 gennaio 2013, quando fu effettivamente caricato il nuovo logo. 
Tuttavia presto emerse un problema: il logo presentava una rassomiglianza con quello dell'Organizzazione mondiale del commercio. Ritenuta tale similitudine eccessiva, fu indetta una nuova procedura di selezione per cambiare logo. La nuova immagine fu annunciata ufficialmente il 31 agosto 2013 e rappresenta tre frecce (con i colori della Wikimedia Foundation blu, verde e rosso come il precedente) che puntano in tre direzioni diverse.

Il logo originario di Wikivoyage
Il secondo logo di Wikivoyage
Il logo attuale di Wikivoyage